# Bartolomeo Zorzi
Bartolomeo Zorzi   (Venècia, 1260 (Gregorià) - 1300 (Gregorià)) va ser un trobador venecià en llengua provençal, del segle xiii. Es desconeix la data del seu naixement, però sí que la seua activitat s'inicia el 1260, estenent-se fins al 1290. Era mercant, i durant els seus viatges a Constantinoble va caure pres a Gènova, de 1266 al 1273, on va compondre diverses tensons.
Va faltar el 1300 quan era castellà de la fortalesa grega de Coró.

## Obra

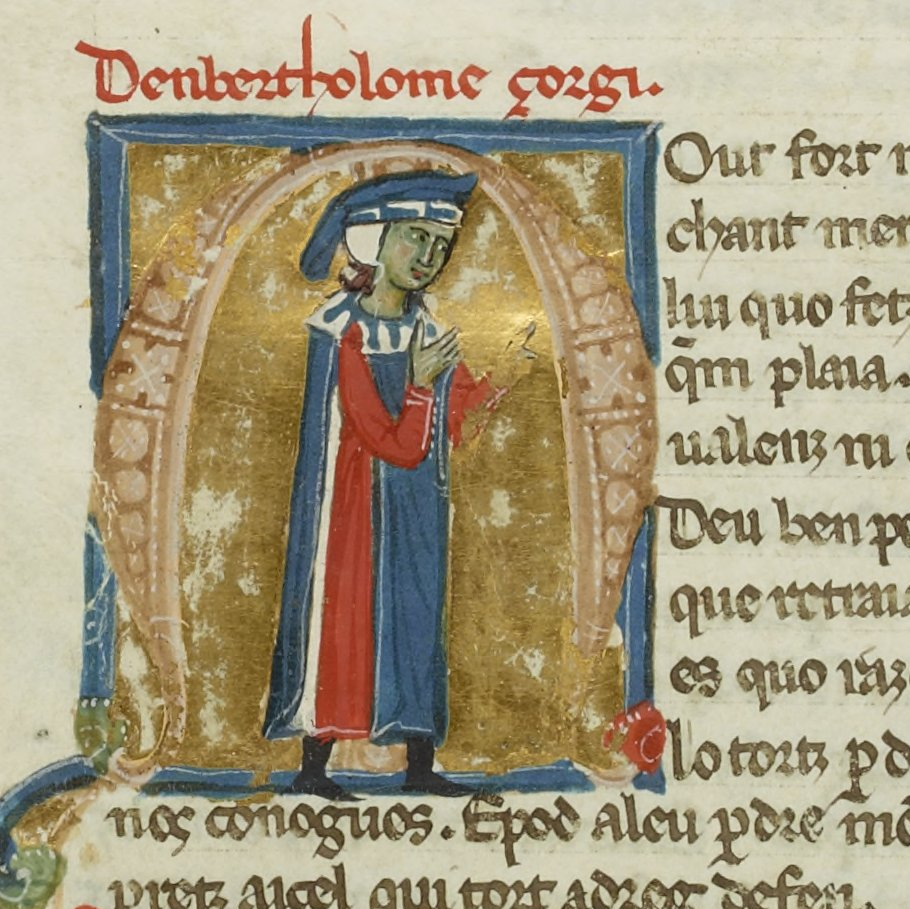
BnF ms. 854 fol. 98v, cançoner I

De la seua obra poètica ens han arribat tres cançons amoroses, dues dedicades a la Mare de Déu, i tres rimes de caràcter polític.
Exemple de la seua obra:
Qu'eu ai viscut ses merce,
Enics, plens d'erranza,
Ergolhos, de mala fe,
Ab desmesuranza,
Falsa contra maint lejal,
Atressi cum lo camel
Ten hom ab pauca liuranda
Benigne e forz e fizel,
Si ben li dona turmen.. .